# Championnats des Pays-Bas de squash
Les Championnats des Pays-Bas de squash sont une compétition de squash individuelle organisée par la Fédération néerlandaise de squash. Ils se déroulent chaque année depuis 1938.
A.G. Maris détient le record de victoires masculines avec 14 titres. Julie Jamin détient le record de victoires féminines avec 18 titres.

## Palmarès[2]

### Hommes
- 2024  : Piëdro Schweertman[3]

- 2023  : Piëdro Schweertman
- 2022  : Piëdro Schweertman
- 2021  : Piëdro Schweertman[4]
- 2020  : Piëdro Schweertman
- 2019  : Piëdro Schweertman
- 2018  : Piëdro Schweertman[5]
- 2017  : Piëdro Schweertman[6]
- 2016  : Laurens Jan Anjema[7]
- 2015  : Sebastiaan Weenink
- 2014  : Laurens Jan Anjema
- 2013  : Laurens Jan Anjema
- 2012  : Laurens Jan Anjema
- 2011  : Laurens Jan Anjema
- 2010  : Laurens Jan Anjema
- 2009  : Laurens Jan Anjema
- 2008  : Laurens Jan Anjema
- 2007  : Laurens Jan Anjema
- 2006  : Laurens Jan Anjema
- 2005  : Tommy Berden
- 2004  : Tommy Berden
- 2003  : Tommy Berden
- 2002  : Lucas Buit
- 2001  : Tommy Berden
- 2000  : Lucas Buit
- 1999  : Lucas Buit
- 1998  : Lucas Buit
- 1997  : Lucas Buit
- 1996  : Lucas Buit
- 1995  : Lucas Buit[8]
- 1994  : Lucas Buit
- 1993  : Raymond Scheffer
- 1992  : Lucas Buit
- 1991  : Raymond Scheffer
- 1990  : Raymond Scheffer
- 1988/89  : Eric van der Pluijm
- 1987  : Hans Frieling
- 1986  : Eric van der Pluijm
- 1985  : Hans Frieling
- 1984  : Jan van Wijnen
- 1983  : Eric van der Pluijm
- 1982  : Robert Anjema
- 1981  : Robert Anjema
- 1980  : Robert Anjema
- 1979  : Ric Zandvliet
- 1978  : Robert Anjema
- 1977  : Robert Anjema
- 1976  : Robert Anjema
- 1975  : Robert Anjema
- 1974  : Robert Anjema
- 1973  : Robert Anjema
- 1972  : Robert Anjema
- 1971  : Robert Anjema
- 1970  : Robert Anjema
- 1969  : K.A.H. Herok
- 1968  : W. van Rooijen
- 1967  : W. van Rooijen
- 1966  : W. van Rooijen
- 1965  : W. van Rooijen
- 1964  : K.A.H. Herok
- 1963  : K.A.H. Herok
- 1962  : H.S. van der Straaten
- 1961  : H.S. van der Straaten
- 1960  : H.S. van der Straaten
- 1959  : A.G. Maris
- 1958  : A.G. Maris
- 1957  : A.G. Maris
- 1956  : A.G. Maris
- 1955  : A.G. Maris
- 1954  : A.G. Maris
- 1953  : A.G. Maris
- 1952  : A.G. Maris
- 1951  : A.G. Maris
- 1950  : A.G. Maris
- 1949  : A.G. Maris
- 1948  : A.G. Maris
- 1947  : A.G. Maris
- 1946  : A.G. Maris
- 1940  : Hendrik Timmer
- 1939  : J.M. Fentener van Vlissingen
- 1938  : J.M. Fentener van Vlissingen

### Femmes
- 2024  : Renske Huntelaar[3]
- 2023  : Fleur Maas
- 2022  : Fleur Maas
- 2021  : Milou van der Heijden[4]
- 2020  : Milou van der Heijden
- 2019  : Milou van der Heijden
- 2018  : Milou van der Heijden[5]
- 2017  : Tessa ter Sluis[6]
- 2016  : Natalie Grinham[7]
- 2015  : Milou van der Heijden
- 2014  : Milou van der Heijden
- 2013  : Natalie Grinham
- 2012  : Natalie Grinham
- 2011  : Natalie Grinham
- 2010  : Vanessa Atkinson
- 2009  : Vanessa Atkinson
- 2008  : Annelize Naudé
- 2007  : Vanessa Atkinson
- 2006  : Vanessa Atkinson
- 2005  : Vanessa Atkinson
- 2004  : Annelize Naudé
- 2003  : Vanessa Atkinson
- 2002  : Karen Kronemeyer
- 2001  : Vanessa Atkinson
- 2000  : Vanessa Atkinson
- 1999  : Vanessa Atkinson
- 1998  : Vanessa Atkinson
- 1997  : Vanessa Atkinson
- 1996  : Vanessa Atkinson
- 1995  : Hugoline van Hoorn[8]
- 1994  : Hugoline van Hoorn
- 1993  : Hugoline van Hoorn
- 1992  : Nicole Beumer
- 1991  : Hugoline van Hoorn
- 1990  : Babette Hoogendoorn
- 1988/89  : Babette Hoogendoorn
- 1987  : Babette Hoogendoorn
- 1986  : Babette Hoogendoorn
- 1985  : Babette Hoogendoorn
- 1984  : Babette Hoogendoorn
- 1983  : Mariëtte Remijnse
- 1982  : Mariëtte Remijnse
- 1981  : Ineke Zeevenhooven-Koster
- 1980  : Ada de Laive-Bakker
- 1979  : Ineke Zeevenhooven-Koster
- 1978  : Ineke Zeevenhooven-Koster
- 1977  : Ineke Zeevenhooven-Koster
- 1976  : Ada de Laive-Bakker
- 1975  : Ineke Zeevenhooven-Koster
- 1974  : Ada Bakker
- 1973  : Ada Bakker
- 1972  : Ada Bakker
- 1971  : Ada Bakker
- 1970  : Julie Jamin
- 1969  : Ada Bakker
- 1968  : Julie Jamin
- 1967  : Julie Jamin
- 1966  : Julie Jamin
- 1965  : Julie Jamin
- 1964  : Julie Jamin
- 1963  : Julie Jamin
- 1962  : Julie Jamin
- 1961  : Julie Jamin
- 1960  : Julie Jamin
- 1959  : Julie Jamin
- 1958  : Julie Jamin
- 1957  : Julie Jamin
- 1956  : Julie Jamin
- 1955  : Julie Jamin
- 1954  : Julie Jamin
- 1953  : Julie Jamin
- 1952  : Julie Jamin
- 1951  : M. van Laer-Fabius
- 1950  : M.H. van de Giessen-Della Mouton
- 1949  : H.J. de Stoppelaar Blijdestein-van Romunde
- 1948  : M. van Laer-Fabius
- 1947  : M. van Laer-Fabius
- 1946  : T.C. Wierda
- 1940  : M. van Laer-Fabius